# Dynamic Togolais
Dynamic Togolais FC, kortweg Dyto FC genoemd, is een Togolese voetbalclub uit Lomé.

## Geschiedenis
Dynamic Togolais werd in 1940 opgericht in de Togolese hoofdstad Lomé. De club speelde reeds voor het grootste deel van zijn bestaan in de Première Division, heden onafgebroken sinds 1997. Tijdens zijn laatste terugkeer naar het hoogste niveau in 1997 won het eveneens meteen zijn derde landstitel.

## Erelijst
- Landskampioen

1970, 1971, 1997, 2001, 2003-04, 2011-12
- Beker van Togo

2001, 2002, 2005

## Resultaten in continentale wedstrijden
Toelichting op de tabel: #Q = #kwalificatieronde / #voorronde, #R = #ronde, PO = Play-off, Groep (?e) = groepsfase (+ plaats in de groep), 1/16 =  zestiende finale, 1/8 = achtste finale, 1/4 = kwartfinale, 1/2 = halve finale, TF = troostfinale, F = finale, T/U = Thuis/Uit, BW = Beslissingswedstrijd, W = Wedstrijd.

Uitslagen vanuit gezichtspunt Dynamic Togolais
| Seizoen | Competitie                      | Ronde | Land                       | Club                       | 1e W | 2e W | Totaalscore    |
| ------- | ------------------------------- | ----- | -------------------------- | -------------------------- | ---- | ---- | -------------- |
| 1971    | Afrikaanse beker der kampioenen | 2     | Vlag van Congo-Brazzaville | Victoria Club Mokanda      | 2-1  | 2-0  | 4-1            |
| 1971    | Afrikaanse beker der kampioenen | 1/4   | Vlag van Kameroen          | Canon Yaoundé              | 1-2  | 3-4  | 4-6            |
| 1972    | Afrikaanse beker der kampioenen | 2     | Vlag van Kameroen          | Aigle Nkongsamba           | 1-1  | 3-4  | 4-5            |
| 1998    | CAF Champions League            | 1     | Vlag van Gabon             | FC 105 Libreville          | 3-3  | 2-6  | 5-9            |
| 2002    | CAF Champions League            | Q     | Vlag van Tsjaad            | Tourbillon FC              | 2-3  | 0-0  | 2-3            |
| 2003    | CAF Beker der Bekerwinnaars     | 1     | Vlag van Ivoorkust         | Africa Sports National     | 1-1  | 1-2  | 2-3            |
| 2004    | CAF Confederation Cup           | Q     | Vlag van Burkina Faso      | Étoile Filante Ouagadougou | 0-2  | 0-0  | 0-2            |
| 2006    | CAF Confederation Cup           | Q     | Vlag van Mali              | AS Bamako                  | 0-0  | 0-5  | 0-5            |
| 2011    | CAF Confederation Cup           | Q     | Vlag van Niger             | Sahel SC                   | 0-0  | 0-0  | 0-0 (2-4 n.s.) |
| 2013    | CAF Champions League            | Q     | Vlag van Congo-Kinshasa    | AS Vita Club               | 0-3  | 1-2  | 1-5            |